# Donax denticulatus
La coquina del Caribe, chirla del Caribe, chipichipi, chibi-chibi o chipi-chipe  (Donax denticulatus) es una especie de molusco marino comestible de la familia Donacidae, que se encuentra en las playas del Golfo de México, el mar Caribe, las Antillas y el litoral Atlántico tropical de Sudamérica.

## Clasificación y descripción
D. denticulatus es un molusco que pertenece a la clase Bivalvia; orden Veneroida; familia Donacidae. Sus características principales son: concha pequeña (25 mm), triangular alargada, fuerte, inflada; color variable, en general violeta, marrón o amarillo, con radios más obscuros; superficie con finos surcos radiales y lo más importante es la presencia de dos costillas bajas curvadas hacia el declive posterior de cada valva y orificios microscópicos en los lados de las valvas.
Puede alcanzar una longitud anteroposterior de 30 mm y una talla media de alrededor de 25 mm. Concha en forma de cuña triangular,  Superficie constituida por finos surcos radiales de puntas microscópicas., el color es variable, marrón, amarillento, blacuzco o morado, con matices más oscuros en los rayos.
El sistema circulatorio está formado por un corazón con dos aurículas. El sistema nervioso carece de particularidad alguna (ganglionar). La respiración es branquial. La cabeza es reducida hasta la parte branquial, faltando la región faríngea y la rádula. En general se alimentan filtrando agua. Los bivalvos son animales predominantemente de sexos separados, rara vez hermafroditas. La fecundación tiene lugar de manera libre en el agua o bien en la cavidad del manto.
Valva derecha e izquierda del mismo animal:
Blanco

Valva derecha
Valva izquierda

De colores

Valva derecha
Valva izquierda

var. violaceus

Valva derecha
Valva izquierda

## Distribución
Sólo se ha localizado en Yucatán y el Mar Caribe. Vive en la zona intermareal y del barrido del oleaje de las playas arenosas. Se encuentra sumergido donde la columna de agua es inferior a 1 m, moviéndose según la marea y la actividad del oleaje, como estrategia de movimiento y migración frecuente. Se entierra rápidamente en la arena hasta 20 cm de profundidad, gracias a la lengua y a la forma de su concha.

## Ecología
Se alimenta de materia orgánica particulada. Casi todas las especies de Donax tienen una longevidad de uno a dos años. Es un recurso que se podría explotar para consumo humano o como carnada de pesca. Se han desarrollado investigaciones para poder criarlas en cautiverio. Tiene un rápido crecimiento y alta tasa de renovación anual. Se sugiere que la pesca de este animal se realice en sustratos más bajos ya que este organismo presenta una vida vertical y en los sustratos más altos se encuentran los juveniles.

## Aprovechamiento
Es recolectada artesanalmente y consumida localmente. Generalmente se captura con la mano o con de palas o rastrillos. Se come fresca o cocida con arroz o en consomé. Su carne contiene un porcentaje de proteína bruta del 60 al 75%.
Es muy apreciado en la gastronomía venezolana, particularmente en la Isla de Margarita.